# 충절로 (천안시)
충절로(Chungjeolro)는 충청남도 천안시 동남구 원성동에서 충청북도 진천군 진천읍 금암리를 잇는 도로이며, 28.6km 구간중 4.6km구간이 국도제21호선에 속해있다.

## 주요 경유지
충청남도
- 천안시 동남구 (원성동 . 구성동 . 청룡동 . 목천읍 . 병천면 . 동면)

## 노선 경로
| 이름                        | 접속 노선                                  | 소재지           | 소재지           | 소재지           | 비고                  |
| 터미널2로와 직결            | 터미널2로와 직결                           | 터미널2로와 직결 | 터미널2로와 직결 | 터미널2로와 직결 | 터미널2로와 직결      |
| --------------------------- | ------------------------------------------ | ---------------- | ---------------- | ---------------- | --------------------- |
| 터미널사거리                | 만남로                                     | 천안시           | 동남구           | 신안동           | 천안시도 제22호선구간 |
| 교보사거리                  | 버들로                                     | 천안시           | 동남구           | 원성동           | 천안시도 제22호선구간 |
| 원성교                      |                                            | 천안시           | 동남구           | 원성동           | 천안시도 제22호선구간 |
| 충무로사거리                | 충무로                                     | 천안시           | 동남구           | 원성동           | 천안시도 제22호선구간 |
| 삼룡교                      |                                            | 천안시           | 동남구           | 청룡동           | 천안시도 제22호선구간 |
| 충절오거리                  | 청수로 광교로                              | 천안시           | 동남구           | 청룡동           | 천안시도 제22호선구간 |
| 삼룡(마틴)사거리            | 국도제1호선 (천안대로)                     | 천안시           | 동남구           | 청룡동           | 천안시도 제22호선구간 |
| 신계교                      |                                            | 천안시           | 동남구           | 목천읍           | 천안시도 제22호선구간 |
| 승천삼거리                  | 지방도제691호선 (성남로)                   | 천안시           | 동남구           | 목천읍           | 천안시도 제22호선구간 |
| 목천 나들목                 | 1호선 경부고속도로 32호선 당진청주고속도로 | 천안시           | 동남구           | 목천읍           | 천안시도 제22호선구간 |
| 동평교                      |                                            | 천안시           | 동남구           | 목천읍           | 천안시도 제22호선구간 |
| 연춘교서측 교차로           | 국가지원지방도 제57호선 (위례성로)         | 천안시           | 동남구           | 병천면           | 천안시도 제22호선구간 |
| 병천삼거리                  | 병천1로                                    | 천안시           | 동남구           | 병천면           | 천안시도 제22호선구간 |
| 연춘교                      |                                            | 천안시           | 동남구           | 병천면           | 천안시도 제22호선구간 |
| 한국기술교육대학교제1캠퍼스 |                                            | 천안시           | 동남구           | 병천면           | 천안시도 제22호선구간 |
| 탑원 교차로                 | 매봉로 봉항로 유관순길                     | 천안시           | 동남구           | 병천면           | 천안시도 제22호선구간 |
| 화계 교차로                 |                                            | 천안시           | 동남구           | 동면             | 천안시도 제22호선구간 |
| 동면 교차로                 | 동산1길                                    | 천안시           | 동남구           | 동면             | 국도제21호선구간      |
| 동면삼거리                  | 동산1길                                    | 천안시           | 동남구           | 동면             | 국도제21호선구간      |
| 송연교삼거리                |                                            | 천안시           | 동남구           | 동면             | 국도제21호선구간      |
| 동산교                      |                                            | 천안시           | 동남구           | 동면             | 국도제21호선구간      |
| 동산삼거리                  | 화복로                                     | 천안시           | 동남구           | 동면             | 국도제21호선구간      |
| 금사로와 직결               |                                            |                  |                  |                  |                       |

## 주요 건물 및 시설
- 천안중학교 (충절로 90 /원성동 191)
- 천안중앙고등학교 (충절로 91 / 원성동 460-1)
- 교보생명 천안지사 (충절로 138 / 원성동 129-2)
- LG전자베스트샵 원성점 (충절로 143 / 원성동 509-1)
- GS더프레쉬 원성점 (충절로 148 / 원성동 126-3)
- 디지털프라자 원성점 (충절로 164 / 원성동 122-7
- 천안공주 낙농농협 원성2동 지점 (충절로 183 / 원성동 546-16)
- 천안동부새마을금고 본점 (충절로 196 / 원성동 559-49)
- 르노코리아자동차 천안대리점 (충절로 217/원성동 583-10)
- 천안중앙신협 본점 (충절로 245 / 구성동 471-1)
- 천안삼거리초등학교 (충절로 340 / 삼룡동 246-24)
- 천안동중학교 (충절로 363-11 /삼룡동 231)
- 천안삼거리공원 (충절로 410 /삼룡동 299-1)
- 충청남도 천안의료원 (충절로 537 /삼룡동 41-13)
- 천안신계 우편취급국 (충절로 813/ 신계리 318-14)
- 농가마트 목천점 (충절로 843/ 신계리 330-3)
- 목천포유치과의원 (충절로 893/ 신계리 135-12)
- 목천할인마트 (충절로 911/ 신계리 166-19)
- 한국기술교육대학교 제1캠퍼스 (충절로 1600/ 가전리 307)